# Eastpoint
Eastpoint és una concentració de població designada pel cens dels Estats Units a l'estat de Florida. Segons el cens del 2000 tenia 2.158 habitants.

## Demografia
Segons el cens del 2000, Eastpoint tenia 2.158 habitants, 804 habitatges, i 612 famílies. La densitat de població era de 113,7 habitants/km².
Dels 804 habitatges en un 36,3% hi vivien nens de menys de 18 anys, en un 59,3% hi vivien parelles casades, en un 11,4% dones solteres, i en un 23,8% no eren unitats familiars. En el 18,7% dels habitatges hi vivien persones soles el 6,8% de les quals corresponia a persones de 65 anys o més que vivien soles. El nombre mitjà de persones vivint en cada habitatge era de 2,61 i el nombre mitjà de persones que vivien en cada família era de 2,95.
Per edats la població es repartia de la següent manera: un 26,4% tenia menys de 18 anys, un 7,6% entre 18 i 24, un 28% entre 25 i 44, un 24,6% de 45 a 60 i un 13,5% 65 anys o més.
L'edat mediana era de 36 anys. Per cada 100 dones de 18 o més anys hi havia 96,4 homes.
La renda mediana per habitatge era de 30.324 $ i la renda mediana per família de 29.940 $. Els homes tenien una renda mediana de 23.750 $ mentre que les dones 25.179 $. La renda per capita de la població era de 13.382 $. Entorn del 6,3% de les famílies i el 12,1% de la població estaven per davall del llindar de pobresa.

## Poblacions més properes
El següent diagrama mostra les poblacions més properes.